# Melanolophia barbara
Melanolophia barbara là một loài bướm đêm trong họ Geometridae.